# Papirus 2
Papirus 2 (według numeracji Gregory-Aland), oznaczany symbolem {\displaystyle {\mathfrak {P}}^{2},} ε 020 (von Soden) – grecko-koptyjski rękopis Nowego Testamentu pisany na papirusie, w formie kodeksu. Paleograficznie datowany jest na VI wiek. Zawiera fragmenty Ewangelii Łukasza, Ewangelii Jana.

## Opis
Zachował się fragment kodeksu z greckim tekstem Jana 12,12-15 i koptyjskim tekstem Łukasza 7,22-26.50. Reprezentuje mieszany typ tekstu, Kurt Aland zaklasyfikował go do III kategorii.
Nazwa miasta ιεροσολυμα (Jerozolima) oddana została w formie ιερου[σο]λ̣υ̣[μα] (Jeruzolima).
Rękopis przechowywany jest w Narodowym Muzeum Archeologicznym we Florencji (Inv. no. 7134).